# Xã Marion, Quận Olmsted, Minnesota
Xã Marion (tiếng Anh: Marion Township) là một xã thuộc quận Olmsted, tiểu bang Minnesota, Hoa Kỳ. Năm 2010, dân số của xã này là 3.653 người.